# آرتور ویت

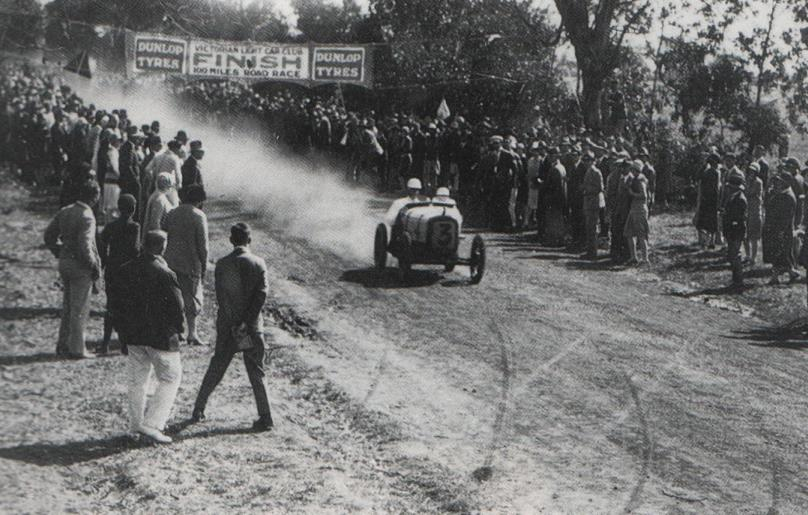
خودروی «آستین۷» آرتور ویت - ۱۹۲۸

آرتور ویت (به انگلیسی: Arthur Waite) (۱۸۹۴–۱۹۹۱) یک راننده استرالیایی است.